# Динамія
Динамія Філоромеос (* Δύναμις Φιλορώμαίος, 65 до н. е. — 12 до н. е.) — правляча цариця Боспору у 47—12 роках до н. е., значну частину часу володарювала спільно зі своїми чоловіками Асандром, Скрибонієм та Полемоном.

## Життєпис
Походила з династії Мітрідатідів. Донька царя Фарнака II та представниці сарматської або скіфської знаті. У 48 році до н. е. батько пропонував Гаю Юлію Цезарю видати за нього Динамію, проте дістав відмову. У 47 році до н. е. Фарнак загинув у боротьбі з Асандром. Останній для зміцнення своєї влади одружився з Динамією, яка вважалася законною спадкоємицею Боспорського трону. Втім, після укладання шлюбу Динамія значною мірою втратила вплив на державні справи, хоча вважалася співправителькою чоловіка. Народила від нього двох синів та доньку.
Після смерті у 17 році до н. е. Асандра деякий час Динамія правила самостійно. У 16 році до н. е. у Криму висадився понтійський романизований аристократ Скрибоній і взяв шлюб з Динамією для затвердження своєї влади на Боспорі. Проте Динамія виступила проти проримської орієнтації чоловіка й стала таємно спонукати боспорців на виступ проти Скрибонія. Він загинув у 15 році до н. е.
Динамія володарювала в Боспорському царстві до 14 року до н. е. Вона була визнана як легітимна правителька та підтримувала гарні стосунки з імператором Октавіаном Августом і його дружиною Лівією Друзіллою. У 14 році до н. е. у Боспорі висадився Полемон, цар Понту. Причини цього невідомі: або бажання Августа мати надійного правителя в Меотійському басейні, зважаючи вже на значний вік Динамії, або сама Динамія бажала дістати надійну підтримку. Остання версія менш імовірна. Динамія, напевне, мала намір залишити трон синові Асандру Молодшому.
Динамія виступила проти Полемона, проте втручання Марка Віпсанія Агріппи призвело до капітуляції боспорців, а Динамія вступила в шлюб з Полемоном. Відтоді вона остаточно відходить від справ. Померла у 12 році до н. е.